# Theodor Galgóczy von Galántha
Theodor Galgóczy von Galántha (maďarsky galánthai Galgóczy Tivadar) (20. července 1834 Prešpurk – 4. srpna 1896 Sibiu) byl rakousko-uherský generál maďarského původu. V c. k. armádě sloužil od roku 1850, vyznamenal se účastí ve válce s Pruskem (1866) a postupoval v hodnostech. Jako posádkový velitel působil několik let v Pardubicích a v roce 1889 dosáhl hodnosti polního podmaršála. Svou kariéru završil jako zemský velitel v Sedmihradsku (12. armádní sbor v Sibiu, 1893–1896), kde tragicky zahynul.

## Životopis

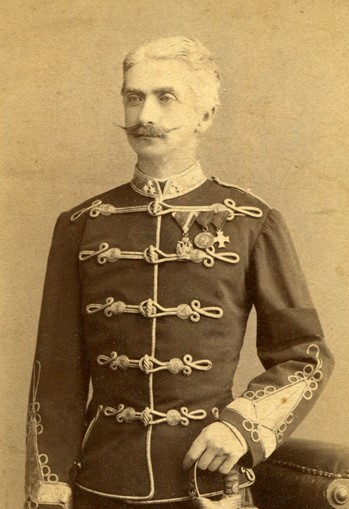
Theodor Galgóczy jako plukovník

Pocházel z početné rodiny statkáře Josefa Galgóczyho, měl šest sester, které se provdaly do rodin nižší šlechty v Horních Uhrách. Studoval gymnázium v rodném Prešpurku, poté jako kadet vstoupil do armády (1850). Vojenskou průpravou získal na jezdecké škole v Prostějově a poté na vojenské škole ve Vídni. Delší dobu sloužil u 5. husarského pluku, kde postupoval v hodnostech (poručík 1853, nadporučík 1856, kapitán 1859). Vyznamenal se účastí v prusko-rakouské válce v roce 1866, kde bojoval v několika bitvách ve východních Čechách (bitva u Hradce Králové. V roce 1872 byl povýšen na majora a stále sloužil u 5. husarského pluku, kromě toho vedl také kurzy jezdectví na vojenských školách ve Vídni.
V roce 1876 byl povýšen na podplukovníka a stal se zástupcem velitele 1. husarského pluku, zároveň byl pověřen vedením kadetní školy v Temešváru. V roce 1878 byl přeložen k 3. husarskému pluku v Sibiu, kde v roce 1879 převzal velení v hodnosti plukovníka. V roce 1884 dosáhl hodnosti generálmajora a převzal velení 9. jezdecké brigády v Pardubicích. K datu 1. listopadu 1889 byl povýšen do hodnosti polního podmaršála a stal se velitelem jezdecké divize v Krakově. Nakonec v letech 1893–1896 zastával funkci velitele 12. armádního sboru v Sibiu (dříve Hermannstadt).
Zemřel na následky nehody koňského povozu 4. srpna 1896 ve věku 62 let a byl pohřben na vojenském hřbitově v Sibiu. 

## Tituly a ocenění
Jako velitel armádního sboru byl v roce 1894 jmenován c. k. tajným radou s nárokem na oslovení Excelence. Během vojenské kariéry obdržel několik vyznamenání, byl nositelem rytířského kříže Leopoldova řádu, nositelem Řádu železné koruny III. třídy s válečnou dekorací a Vojenské záslužné medaile. Dále byl držitelem bádenského Řádu zähringenského lva. Od roku 1895 byl čestným majitelem 13. husarského pluku dislokovaného v Székesfehérváru.
V roce 1878 se oženil s baronkou Ludmilou von Graebe, manželství zůstalo bezdětné. Ludmila byla po rodině Harrachů dědičkou zámku Matzleinsdorf, kde poté žila jako vdova.